# Tamperei Műszaki Egyetem
A Tamperei Műszaki Egyetem (finnül: Tampereen teknillinen yliopisto (TTY), angolul: Tampere University of Technology (TUT)) Finnország második legnagyobb műszaki egyeteme. Az egyetem Hervantában, Tampere egyik külvárosában található.
Az egyetem működési profilja a kutatás és az oktatás. A kutatás elsősorban alkalmazott kutatásokat jelent, sokszor különböző vállalatokkal együttműködve. Közvetlenül az egyetem mellett található a Hermia nevű tudományos ipari központ, ahol többek között a Nokia kutatóközpontja is található. Az egyetem éves költségvetése körülbelül 120 millió euró.

## Történet
Az egyetemet 1965-ben alapították.

## Az egyetem ma

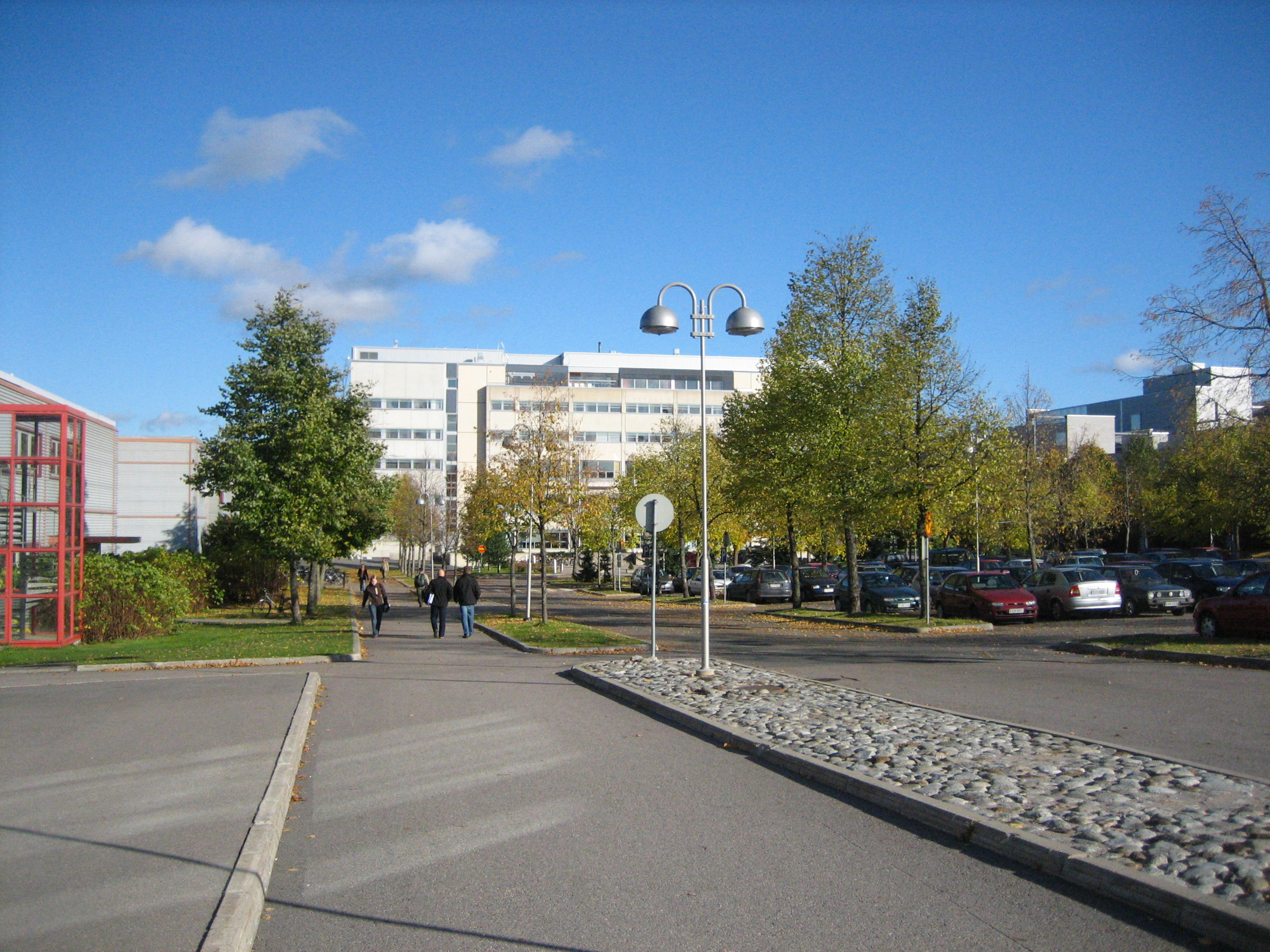
Az egyetemi kampusz ősszel

A Tamperei Műszaki Egyetem napjainkban természettudományi, mérnöki és építészeti területen folytat kutatásokat és nyújt oktatást.
Jelenleg az egyetemnek öt kara van és ezeken belül huszonkét tanszék. Külön szervezeti egység az egyetemi könyvtár, az EDUTECH és a Pori városában lévő, mérnöki, informatikai, gazdasági képzéseket nyújtó kihelyezett tagozat.
Az Egyetem karai:
- Automatizálás, Gépész- és Anyagmérnöki Kar (Faculty of Automation, Mechanical and Materials Engineering)
- Építészeti Kar (Faculty of Built Environment)
- Üzleti és Műszaki Menedzsment Kar (Faculty of Business and Technology Management)
- Számítástechnikai és Villamosmérnöki Kar (Faculty of Computing and Electrical Engineering)
- Természettudományi és Környezetmérnöki Kar (Faculty of Science and Environmental Engineering)

Az egyetemen található a finn Centre of Excellence hálózat egy tagja, a Signal Processing Algorithm Research Group. Ezen hálózat tagjait a Finn Tudományos Akadémia és az Oktatási Minisztérium jelöli ki.

### Nemzetközi Kapcsolatok
2006-ban az egyetem 260 diákja tanult külföldön, csaknem 800 külföldi diák folytatott tanulmányokat az egyetemen és 270 külföldi volt alkalmazásban kutatóként.
Magyarországról a következő intézményekkel áll kapcsolatban: Budapesti Műszaki Főiskola, Budapesti Műszaki Egyetem, ELTE, Miskolci Egyetem, Szegedi Tudományegyetem.

## Oktatás
Az egyetemen több angol nyelvű, nemzetközi MSc képzés is folyik.

## Diákélet

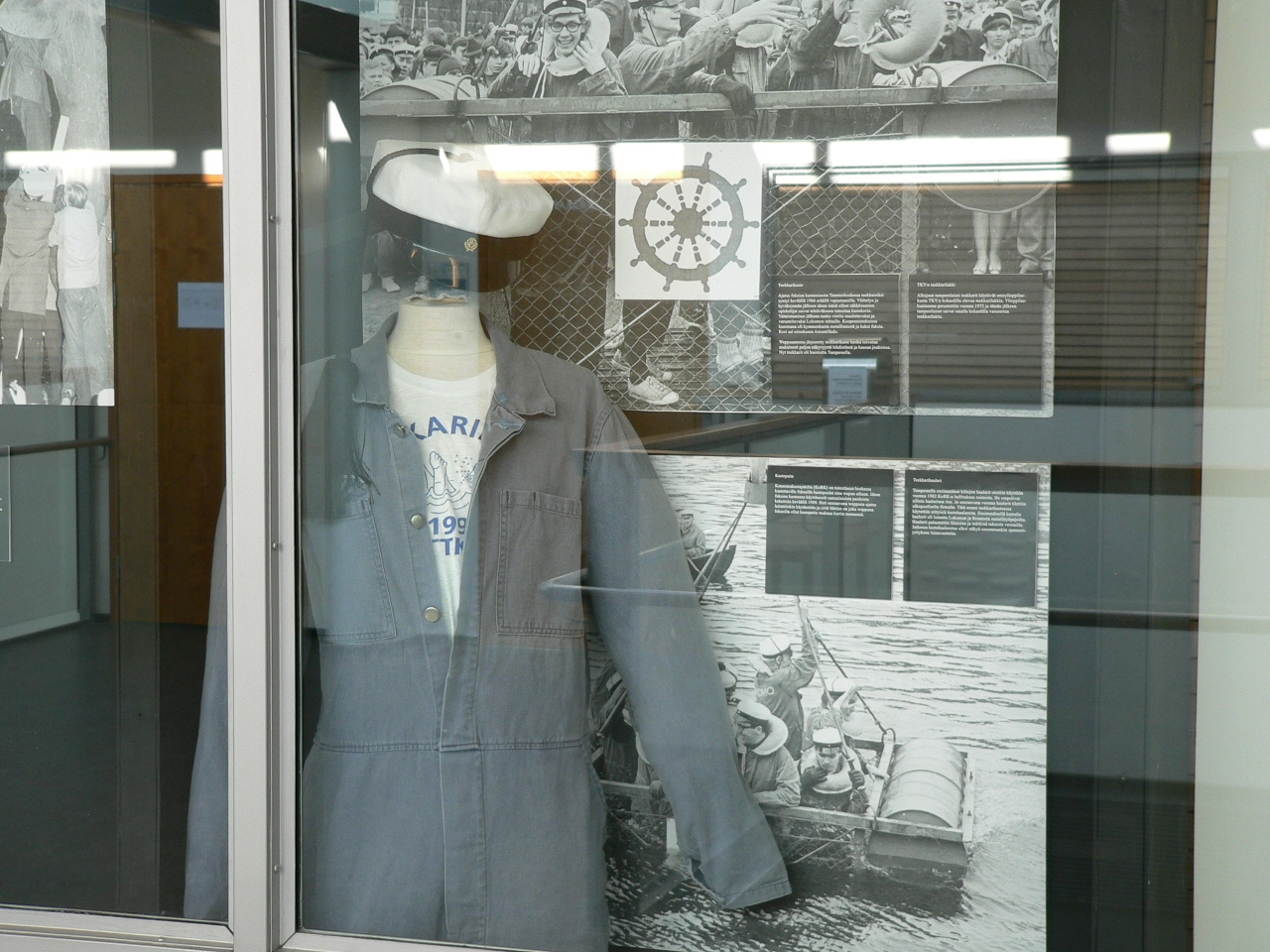
Egy régi szabású overall és képek a tradicionális vízbemerítésről

A tamperei egyetemen több mint ötven diákklub működik. Vannak sport és egyéb tematikus klubok (például űrtechnológiával foglalkozó, borász, asztali szerepjátékos, üzleti, elektronikus zene, keresztény, heavy metal).
Az egyetemen tizennégy úgynevezett „guild” működik, melyek az egyes tanulmányi területekhez tartozó diákklubok. A klubok segítséget tudnak nyújtani a kapcsolódó tanulmányokban, valamint különböző szabadidős programokat szerveznek. Mindegyik klub saját klubhelyiséggel rendelkezik az egyetemen, melyekben aktív klubélet folyik.
Minden klubnak saját, eltérő színű overallja van, melyet különböző diákprogramokon, fesztiválokon, illetve akár az egyetemen, tanítás alatt is viselnek.
Az első éves hallgatók számára hagyomány különböző feladatok révén pontok gyűjtése majd május 1-jén az elegendő pontot összegyűjtőket belemerítik a Tammerkoskiba a Vappu nevű, egy hetes ünnepség részeként. A legtöbb pontot összegyüjtő elsőévest külön számon tartják.

### Sportélet
Néhány az egyetem sportklubjai közül: labdarúgás, jégkorong, floorball, tájékozodási futó és vitorlásklub.